# Art Chapman
Arthur St. Clair "Art" Chapman (Victoria (Colúmbia Britânica), 28 de outubro de 1912 - Nanaimo (Colúmbia Britânica), 3 de fevereiro de 1986) foi um basquetebolista canadense que integrou a Seleção Canadense de Basquetebol na conquista da Medalha de Prata nos XI Jogos Olímpicos de Verão em 1936 realizados em Berlim na Alemanha nazista.

## Biografia
Art Chapman foi campeão em nível de província na Colúmbia Britânica em diversos esportes incluindo lacrosse, futebol.  softbol e atletismo, e também se aventurou na prática do basebol e Hóquei no gelo, mas foi no basquetebol que alcançou maior sucesso jogando pelo Victoria Blue Ribbons, que mais tarde passaria a ser conhecido por Victoria Dominoes. No Victoria Dominoes, Art Chapman, conquistou 5 títulos nacionais (1933, 1935, 1939, 1942 e 1946), porém o título de 1936 que renderia a condição de representar o Canadá nos Jogos Olímpicos, foram derrotados para o Windsor V-8. No entanto, ele e mais dois companheiros seus (Doug Peden e seu próprio irmão Chuck Chapman) foram convocados para os Jogos Olímpicos por causa de suas expressivas performance.
Permaneceu ligado ao basquetebol amador durante os anos 1940 e acumulou os cargos de jogador, técnico e gestor financeiro do Vancouver Hornets que disputou a Pacific Coast Professional League  na Temporada 1947-1948. Em fevereiro de 1986 morreu de Ataque cardiaco.

## Estatísticas na Seleção Canadense
Aitchison participou de todas as 6 partidas que a Seleção Canadense disputou nos Jogos Olímpicos de 1936.
| Evento      | Idade | Data      | Resultado       | Pts |
| ----------- | ----- | --------- | --------------- | --- |
| Berlim 1936 | 27    | 7/8/1936  | CAN 24 - 17 BRA | 9   |
| Berlim 1936 | 27    | 9/8/1936  | CAN 34 - 23 LAT | 0   |
| Berlim 1936 | 27    | 11/8/1936 | CAN 27 - 9 SUI  | 9   |
| Berlim 1936 | 27    | 12/8/1936 | CAN 43 - 21 URU | 12  |
| Berlim 1936 | 27    | 13/8/1936 | CAN 42 - 15 POL | 8   |
| Berlim 1936 | 27    | 14/8/1936 | CAN 8 - 19 EUA  | 2   |